# Euprosopia acula
Euprosopia acula är en tvåvingeart som beskrevs av Mcalpine 1973. Euprosopia acula ingår i släktet Euprosopia och familjen bredmunsflugor. Inga underarter finns listade i Catalogue of Life.